# Porte Saint-Georges (Nancy)
Pour les articles homonymes, voir Porte Saint-Georges.
La porte Saint-Georges est une porte de Nancy, érigée au tout début du XVIIe siècle à l'est de la ville neuve.

## Situation et accès
La place Saint-Georges est érigée à l'extrémité ouest de l'avenue du XXe Corps à son interception avec la place du Colonel-Driant à proximité de la rue Saint-Georges.

## Description
La façade monumentale, d'ordre toscan (influence de Jean-Baptiste Stabili), est surmontée d'un fronton couronné d'une statue de Saint Georges, sculptée par Florent Drouin ; de part et d'autre sont disposées des statues allégorique de Jean Richier représentant la guerre et la paix. Au centre de la composition, on devine la trace des grandes armes de Lorraine, qui ont été mutilées. À la base du fronton sont placées des statues de sphynges.
La contre-façade présente la physionomie assez sobre d'un bâtiment Renaissance.

## Origine du nom
Ainsi appelée la statue équestre du chevalier Georges de Lydda, chef-d’œuvre de l'artiste lorrain, Florent Drouin, en 1608 se trouve sur le monument.

## Historique
Cette porte est l'une des trois portes de Nancy créées lors de la construction de la ville-neuve. Avec la porte Saint-Jean, elle délimitait un large axe de communication Est-Ouest (actuellement rues Saint-Jean et Saint-Georges).
Durant la Révolution elle porta le nom de "Porte de la Fédération" car lors des fêtes de la Fédération (14 juillet 1790, 1791 et 1792) le cérémonial se passait hors les murs, au lieu-dit "La Grande Prairie", les cortèges partaient de la Maison Commune et passaient sous cette porte.
À la suite d'une délibération municipale, elle devient "Porte de la Meurthe" à partir de l'an III de la République (1795) et jusqu'à la Restauration.
Lors de la construction du premier tramway de Nancy (hippomobile), à la fin du XIXe siècle, la porte fut menacée de destruction (ce qui fut le cas de la porte Saint-Jean).
La porte fut sauvée en 1878 par un comité de sauvegarde du patrimoine créé par Émile Gallé, verrier de l'école de Nancy.
Ce comité reçut le soutien de Victor Hugo, lié par ses origines familiales à la ville. Il écrivit : « Toutes les villes de France seraient fières d'un pareil monument. Il est impossible que la noble Nancy songe à s'en priver (...) Je demande la conservation de cet admirable monument ».
L'année suivante, la porte Saint-Georges fut classée monument historique par un arrêté du 17 mars 1879 puis confirmé dans ce classement par l'arrêt du 31 août 1883.